# デジフラッシュ
デジフラッシュは、2004年にベルコから販売されたパチスロ機である。

## 概要
本機はAタイプでストック機である。1BIGでほぼ毎回711枚獲得でき、更にそのBIGボーナスが約50%で連チャンするという、一時的な出玉はトップクラスという瞬発力をもったスペックである。

## 基本スペック
- メイン小役はリプレイ・$袋(9枚)・チェリー(3枚)・0枚役(右側の巨大セグ始動)
- 成立したボーナスは全て一旦ストックされる。
- 最大ストック数BIG、REG共に255個
- 1回のビッグボーナスでほぼ毎回711枚獲得
- 仮天井のみ存在。実質青天井。
- 1G連チャンアリ
- BRは振り分けで抽選→BB40%→RB60%

※1G連時はBBを放出
- 4つのモードでハマリ・連チャンを演出している

## ボーナスの放出契機
1. チェリー成立時(1/74.8)のRT解除抽選に当選
2. 周期抽選によるRT解除抽選
3. ノーマル解除抽選

1. のチェリー解除は設定差が存在し、高設定ほど解除確率が高い。

設定1 1/2619
設定6 1/1832
2の周期抽選は通常モードではメインとなる契機

振り分けられたゲーム数を消化すると次ゲームから内部的にCG(チャンスゲーム)に突入し解除抽選を行う。

ここの解除確率に大きな設定差がある。
設定1 1/7.60
設定6 1/4.90
CGプレイに小役が入賞すると、次プレイにもCG抽選が重ねて行われる。

### CGプレイにおける成立役別の特徴
- チェリー成立時→チェリーによるRT解除抽選を行い、次プレイにCG持ち越し

- リプレイ成立時→CG抽選を行い、次プレイもCG抽選を行う
- 9枚役成立時→CG抽選を行い、次プレイもCG抽選を行う

- 内部ボーナス・ハズレ成立時→0枚役が揃い解除抽選を行い、このプレイでCG終了

→次プレイから前兆開始

CGでうまく小役を引き続ければ通常1回の周期抽選が2回・3回と受けられるのでCGでの小役ヒキは重要。
周期抽選は基本当選率はかなり高め。デジフラッシュは設定1でも1/7.60なので少しでも小役をひければ期待度は大幅アップする。

ただし上記のとおり、チェリー時はチェリー解除のみ抽選されるので、リプレイと9枚役のみ有効。

## 周期抽選までの規定ゲーム数について
上記の規定ゲーム数
1・12・20・27・35・42・50・57・65・72・80・87・95・102・110・118・125・133・140・
の19通りが振り分けによって設定される。
最高の140ゲームが選択される率が最も高い。40.95%
規定ゲーム数の消化は小役入賞は含まないため、実際のCG到達ゲーム数は上記のゲーム数より多くなる。
140ゲーム選択時の実質平均到達ゲーム数→185.9P
102ゲーム選択時の実質平均到達ゲーム数→135.4P
72ゲーム選択時の実質平均到達ゲーム数→95.6P
35ゲーム選択時の実質平均到達ゲーム数→46.5P